# Den lena huden
Den lena huden (franska: La Peau douce) är en fransk-portugisisk dramafilm från 1964 i regi av François Truffaut.

## Handling
Pierre Lachenay är gift med Franca och har en dotter. Han inleder trots detta en kärleksaffär med den unga Nicole. Franca får med tiden kännedom om sin makes otrohet.

## Utmärkelser
Filmen vann Bodilpriset som bästa europeiska film 1965.

## Roller (urval)
- Jean Desailly – Pierre Lachenay
- Françoise Dorléac – Nicole Chomette
- Nelly Benedetti – Franca Lachenay
- Daniel Ceccaldi – Clément
- Laurence Badie – Ingrid
- Jean Lanier – Michel
- Paule Emanuèle – Odile
- Pierre Risch – kaniken
- Dominique Lacarrière – Dominique, Pierres sekreterare
- Sabine Haudepin – Sabine
- Maurice Garrel – Bontemps
- Gérard Poirot – Franck
- Georges de Givray – Nicoles far
- Maximiliènne Harlaut – Mme Leloix
- Olivia Poli – Mme Bontemps